# Sabrina Lloyd
Sabrina Lloyd (Fairfax (Virginia), 20 november 1970) is een Amerikaanse actrice.

## Biografie
Lloyd is geboren in Fairfax (Virginia), maar groeide op in Eustis (Florida). Op dertienjarige leeftijd maakte zij haar acteerdebuut in het theater met de musical Annie. Op vijftienjarige leeftijd ging zij door een studenten uitwissel programma studeren in Brisbane Australië aan de Brisbane Royal Theatre Company in Brisbane om zich te richten op het acteren in theaters. Toen zij achttien was verhuisde zij naar New York waar zij ging werken als barkeeper en ging tevens audities doen voor een rol op televisie. 
Lloyd begon in 1988 met acteren voor televisie in de televisieserie Superboy. Hierna heeft zij nog meerdere rollen gespeeld in televisieseries en films zoals That Night (1992), Sliders (1995-1999), Sports Night (1998-2000), Ed (2003) en Numb3rs (2005). Voor haar rol in Sports Night werd zij in 2000 genomineerd met de cast voor de Screen Actors Guild Awards. Zij verliet de televisieserie Numb3rs om weer te gaan studeren aan de Columbia-universiteit in New York.
Lloyd is in 2008 getrouwd en heeft met haar partner in 2009 en 2010 in Oeganda gewoond, en hebben daar een klein meisje geadopteerd. Lloyd schrijft haar eigen muziek op haar gitaar en neemt haar muziek ook zelf op.

## Filmografie

### Films
- 2013 The Pretty One - als Edith
- 2010 Hello Lonesome – als Debby
- 2008 Universal Signs – als Mary
- 2007 Racing Daylight – als Vicky Palmer / Helly
- 2006 The Last Request – als Cathy
- 2005 Charlie's Party – als Sarah
- 2005 The Girl from Monday – als Cecile
- 2004 The Sisters of Mercy – als ??
- 2004 The Breakup Artist – als Kara
- 2004 Melinda and Melinda – als ??
- 2004 Something for Henry – als Anna
- 2004 My Sexiest Mistake – als Amy
- 2004 DeMarco Affairs – als Jessica DeMarco
- 2003 Dopamine – als Sarah McCaulley
- 2002 Couples – als Annie
- 2001 Wanderlust – als Amanda
- 2001 On Edge – als Becky Brooks
- 1998 Live Free and Die – als Stephanie
- 1994 Iris – als ??
- 1993 Father Hood – als Kelly Charles
- 1992 That Night – als Jeanette
- 1992 Chain of Desire – als Melissa

### Televisieseries
Uitgezonderd eenmalige gastrollen.
- 2005 Numb3rs – als Terry Lake – 13 afl.
- 2003 Ed – als Frankie Hector – 11 afl.
- 2000 Madigan Men – als Wendy Lipton – 5 afl.
- 1998 – 2000 Sports Night – als Natalie Hurley – 45 afl.
- 1995 – 1999 Sliders – als Wade Welles – 48 afl.

- Biblioteca Nacional de España: XX1175864
- Bibliothèque nationale de France: cb141999519 (data)
- International Standard Name Identifier: 0000 0001 0991 6670
- Library of Congress Control Number: no2003039144
- Virtual International Authority File: 78464855
- WorldCat: E39PBJvRWR3ttgfPKKM9PwF7pP